# Duncan McNaughton
Duncan Anderson McNaughton (7. prosince 1910 – 15. ledna 1998, Austin) byl kanadský atlet, olympijský vítěz ve skoku do výšky.
Během olympiády v Los Angeles čtyři závodníci dosáhli stejného výkonu 197 cm a podle tehdy platných pravidel následovalo jejich dodatečné rozeskakování. Nikdo z nich neskočil ani 201, ani 199 cm.
McNaughton jako jediný překonal na první pokus 197 cm a zvítězil (podle nedlouho poté změněných pravidel by zvítězil Robert Van Osdel, který jako jediný v původní soutěži zdolal laťku ve výšce 197 cm na první pokus).